# Кърчово
 Тази статия е за селото в Гърция.  За града в Република Северна Македония, наричан понякога Кърчово, вижте Кичево.  
Кърчово или Кърчево (на гръцки: Καρυδοχώρι, Каридохори, катаревуса: Καρυδοχώριον, Каридохорион, в превод орехово село, до 1927 Κίρτσοβο/ν) е село в Република Гърция, дем Синтика на област Централна Македония, със 60 жители (2021).

## География
Кърчово е село в историко-географската област Мървашко, разположено в южното подножие на планината Славянка на десния бряг на река Белица в малка живописна котловина. Отстои на 27 километра североизточно от град Валовища и на 7 километра източно от Крушево.

## История

### Етимология
Според Йордан Н. Иванов името е от личното име Кърчо, което вероятно е от старобългарския корен кръч – в кръчии, крьчии – работник-рудар. Сравнимо е селищното име Кричим, което бежанците произнасят Кърчим. Жителското име е къ̀рчовя̀нин, къ̀рчовя̀нка, къ̀рчовя̀не или къ̀рчовалѝя, къ̀рчовалѝйка, къ̀рчовалѝи.

### Средновековие
Кърчово е едно от старите рударски селища в областта Мървашко. Източно от селото личат развалините от средновековната крепост Крицува (Кърчово) и църквата „Свети Атанас“ („Свети Костадин“). Крепостта е построена по заповед на цар Калоян (1197 – 1207) и е посочена в известния Кърчевски надпис. Надписът е изсечен от името на великия дук Врана в края на 1204 или началото на 1205 година и има следния текст:
| „ | Аз, Врана, велик дука, направих крепостта Крицува на [21] ден от месец май по искане на цар Калоян. | “ |

### В Османската империя
В османски обобщен данъчен списък на немюсюлманското население от вилаета Тимур Хисаръ̀ от 1616 – 1617 година селото е отбелязано под името Кърчова със 131 джизие ханета (домакинства).
До втората половина на XIX век селото е един от най-големите доставчици на желязна руда в Мървашко. В Кърчово са работили две пехци и един самоков – и трите общински. Самоковът е спрял да функционира към края на XIX век. След западане на рударската индустрия, населението се занимава със скотовъдство и малко земеделие.
Кърчово има съществен принос в църковно-националните борби на българите в Източна Македония през XIX век. По думите на Васил Кънчов:
| „ | В селата Крушево, Кърчово и други някои в черквите им се е чело по славянски от старо време. | “ |

В „Етнография на вилаетите Адрианопол, Монастир и Салоника“, издадена в Константинопол в 1878 година и отразяваща статистиката на населението от 1873 Кърчово (Kërtchovo) е посочено като село със 176 домакинства с 580 жители българи.
През 1891 година Георги Стрезов пише:
| „ | Кърчово, ¾ часа от Крушово, при подножието на Цървилово, клон на Лялята. Понеже почвата е камениста, селянете най-много се занимават със скотовъдство; има и въгляре. В това село и в Крушово около 8 къщи и днес се занимават с добиванье желязо. Църква и училище български; до 50 ученика с 1 учител. 180 български къщи. В това село при църквата Св. Атанас е намерен надпис... | “ |

Към 1900 година според статистиката на Васил Кънчов („Македония. Етнография и статистика“) населението на Кърчово брои 1150 българи. След учредяването на Българската екзархия през 1870 година цялото село става екзархийско. По данни на секретаря на Българската екзархия Димитър Мишев („La Macédoine et sa Population Chrétienne“) в 1905 година в Киричово има 1424 българи екзархисти. В селото функционира 1 българско начално училище с 1 учител и 48 ученици.
В 1904/1905 година в българското училище в селото преподава Елена Димитрова с непълно педагогическо образование.
Кърчово е освободено от османска власт от Седма рилска дивизия през октомври 1912 година по време на Балканската война. Тридесет и шест души от селото са доброволци в Македоно-одринското опълчение.

### В Гърция
През Междусъюзническата война в 1913 година половината селото е разорено от гръцката армия, а част от населението му е избито. След войната то попада в пределете на Гърция.
През 1913 и 1918 година цялото население на селото, с изключение на 10 – 15 гръкомански семейства се изселва в България – главно в Свети Врач и района (най-вече в село Петрово), Белица, Неврокоп и други. На тяхно място са заселени гърци бежанци от Турция. В 1928 година Кърчово има смесено население от местни хора и бежанци – 43 бежански семейства със 160 души.
В 1927 г. името на селото е променено на Каридохорион.

## Личности
Родени в Кърчово
- Георги Башлиев, български революционер, деец на ВМОРО[15]
- Георги Чалъков (1862 – ?), български революционер, деец на ВМОРО, македоно-одрински опълченец[16], жив към 1918 г.[15]
- Димитър Попбожов, български духовник и революционер
- Димитър Тилков, български общественик и революционер
- Илия Цирункаров (1892 – 1915), български военен деец, поручик, загинал през Първата световна война[17]
- Илия Кърчовалията (1856 – 1918, Илия Аргиров), български революционер, войвода на ВМОРО
- Козма Лесновски (? – 1907), български духовник, архимандрит, и революционер
- Митьо Илиев (1882 – 1932, Мито Дедо Илиев), български революционер, войвода на ВМРО
- Паско Ангелов, 27-годишен, земеделец, Нестроева рота на 4 битолска дружина[18]
- Симеон Ангелов, македоно-одрински опълченец, 25-годишен, земеделец, 4 ротана 4 битолска дружина[19]
- Симеон Божов, български просветен деец, подофицер
- Стоян Божов (1864 – 1903), български просветен деец, фолклорист, революционер
- Стоян Гадъков (1865 – 1901), български революционер от ВМОРО
- Стоян Сурлев, български революционер, деец на ВМОРО,[20] македоно-одрински опълченец в четата на Георги Занков[21]
- Стоян Тилков (1870 – ?), български просветен деец, преподавател в Софийския университет

Починали в Кърчово
- Илия Кърчовалията (Илия Аргиров), (1856 – 1918), български революционер
- Стоян Божов (1864 – 1903), български просветен деец, фолклорист, революционер
- Янаки Георгиев (? – 1903), български революционер